# York Factory
York Factory – miejscowość w Kanadzie, w północno-wschodniej części prowincji Manitoba, położona na północnym brzegu rzeki Hayes, blisko jej ujścia do Zatoki Hudsona, dawniej jedna z głównych placówek handlowych Kompanii Zatoki Hudsona, opuszczona w 1957 roku. Stanowiący obiekt dziedzictwa kulturowego (ang. national historic site) obszar dawnej placówki jest zarządzany przez agencję federalną Parks Canada. W okresie letnim zamieszkują tu pracownicy tej agencji obsługujący ruch turystyczny.

## Historia
Obszar wokół Zatoki Hudsona był w XVII wieku przedmiotem rywalizacji angielsko-francuskiej, stanowiąc teren łowiecki obfitujący w bobry, których futra były przedmiotem pożądania Europejczyków. W 1682 roku Francuzi pod przywództwem trapera Pierre'a-Esprita Radissona założyli fort nad ujściem rzeki Hayes, na jej południowym brzegu. Dwa lata później Radisson, tym razem w służbie angielskiej Kompanii Zatoki Hudsona, założył nowy posterunek, ulokowany na północnym brzegu rzeki. Osada nazwana została York Fort na cześć gubernatora kompanii, księcia Yorku (późniejszego króla Jakuba II). W późniejszym czasie nazwa uległa zmianie na York Factory (słowo factory oznacza faktorię). Lokalizacja osady miała duże znaczenie dla późniejszego jej rozwoju, bowiem zarówno rzeka Hayes, jak i uchodząca kilka kilometrów na północ Nelson, prowadziły daleko w głąb lądu, stanowiąc dogodny szlak dla handlarzy futrem.
York Factory było jedyną placówką Kompanii Zatoki Hudsona, która oparła się francuskiej ofensywie lądowej w 1686 roku; pozostałe – Moose Factory, Fort Charles i Fort Albany zostały zdobyte przez Francuzów. Dopiero w 1694 roku, w trakcie wojny króla Wilhelma, francuscy żołnierze pod dowództwem Pierre'a Le Moyne d’Iberville zajęli osadę, nadając jej nazwę Fort Bourbon. Odbita przez Anglików po dziesięciu miesiącach, ponownie zajęta przez Francuzów została po bitwie morskiej w Zatoce Hudsona w 1697 roku. Osada sześciokrotnie przechodziła z rąk do rąk do 1714 roku, kiedy to kontrolę nad nią ostatecznie odzyskała Kompania Zatoki Hudsona. Stało się to na mocy zawartego rok wcześniej pokoju utrechckiego, który zobowiązywał Francję do przekazania wszystkich terytoriów wokół Zatoki Hudsona Brytyjczykom.
W 1782 roku osada została raz jeszcze zdobyta i zniszczona przez Francuzów, którymi dowodził Jean-François de La Pérouse. W XVIII wieku kilkukrotnie nawiedzały ją też katastrofalne powodzie, skutkujące trwałym zalaniem terenów przybrzeżnych. Za każdym razem odbudowywana, w co raz to innych miejscach, aż do ostatecznego wytypowanego w 1788 roku.
York Factory zyskało na znaczeniu pod koniec XVIII i na początku XIX wieku, stając się jednym z głównych ośrodków handlowych, administracyjnych i przeładunkowych Kompanii Zatoki Hudsona. Był to jej najważniejszy port morski, przez który wwożone było zaopatrzenie i towary dla placówek handlowych położonych w głębi lądu, a wywożone sprowadzone z nich futra. W połowie XIX wieku York Factory liczyło około 30-50 budynków ułożonych na planie litery H, z których największym był położony w samym środku budynek głównego składu (Depot). Kompania zatrudniała wówczas na terenie osady około 35-40 pracowników. W 1810 roku York Factory ustanowione zostało ośrodkiem administracyjnym departamentu północnego kompanii (ang. Northern Department).
Miejscowość utraciła na znaczeniu w 2. połowie XIX wieku, wraz z rozwojem sieci kolejowej na kontynencie amerykańskim, która stworzyła dogodną alternatywę wobec wcześniejszych szlaków morskich wiodących przez Zatokę Hudsona. Większość towarów dawniej przeładowywanych w York Factory, trafiała odtąd do Winnipeg (Fort Garry). W 1873 roku miasto to przejęło funkcję ośrodka administracyjnego departamentu północnego kompanii, a York Factory zdegradowane zostało do roli placówki handlowej. Ostatni statek opuścił port w York Factory w 1931 roku.
W 1936 roku rząd Kanady ustanowił teren osady obiektem dziedzictwa kulturowego (ang. national historic site). W 1957 roku Kompania Zatoki Hudsona zamknęła placówkę, a osada została opuszczona przez mieszkańców. W 1968 roku teren przekazany został rządowi federalnemu.

## Stan obecny
Większość budynków na terenie osady została rozebrana do połowy XX wieku. Do dziś zachował się trzykondygnacyjny budynek głównego składu oraz niewielki dom biblioteczny, a także pozostałości po lodowni i magazynie prochu. Znajdują się tu ślady archeologiczne ponad 150 budowli, a także cmentarz z ponad 160 grobami. Na terenie osady i jej okolic wydobyto ponad 300 000 artefaktów archeologicznych. Około 8000 spośród nich wystawionych jest w budynku składu.
Większa część terenu historycznej osady, obszar o powierzchni 48 hektarów, pozostaje własnością rządową, a za jego utrzymanie odpowiedzialna jest agencja Parks Canada. W sezonie letnim na terenie York Factory przebywa kilku jej pracowników obsługujących ruch turystyczny.
York Factory nie ma połączenia drogowego z resztą kraju; dostęp możliwy jest jedynie drogą lotniczą lub wodną. Główną bazą wypadową dla odwiedzających osadę jest oddalone o ponad 200 km miasto Churchill. Roczna liczba turystów nie przekracza 200-300 osób.

## Galeria

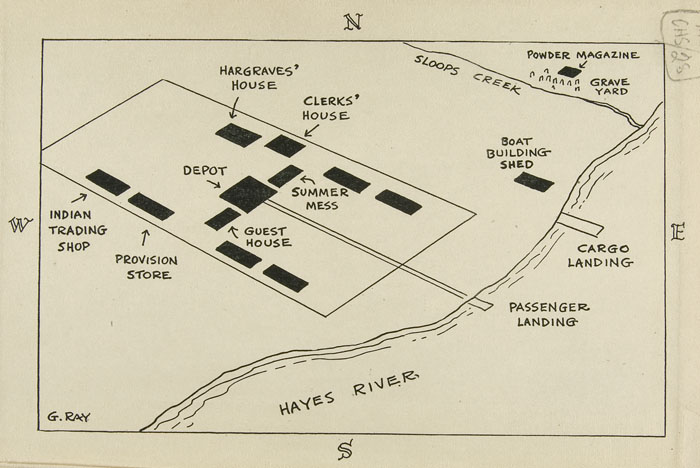
Plan osady z 1840 roku
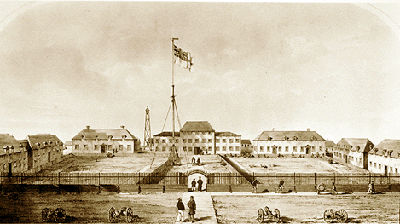
York Factory na litografii z 1853 roku
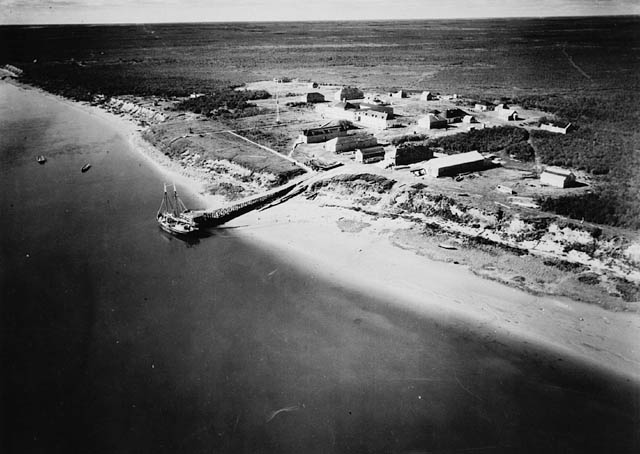
York Factory ok. 1925 roku